# سلحفاة غوفرية
السلحفاة الغَوْفَرِيَّة هي نوعٌ من السلاحف البرية، تنتمي إلى جنس السلاحف الغوفرية. تعيش السلحفاة الغوفرية في جنوب الولايات المتحدة الأمريكية، حيث تحفر أوكاراً في الأرض لتسكنها، ويجعلها ذلك شديدة الأهمية لبيئتها الطبيعية، لأن هناك مئات أنواع الحيوانات البرية الأخرى التي تستوطن أوكارها. كما إنها ذات دورٍ في الثقافة الشعبية، إذ إنها تعد سلحفاة ولاية فلوريدا وزاحف ولاية جورجيا. يُصنِّفها الاتحاد العالمي للحفاظ على الطبيعة نوعًا غير محصن من خطر الانقراض، وذلك بسبب تدمير بيئتها الطبيعية.

## الوصف
السلحفاة الغوفرية هي سلحفاة برية متوسطة الحجم، حيث يبلغ طول أصدافها بالمتوسط 20 إلى 30 سنتيمتراً، وأما ارتفاعها حتى قمة الصدفة فحوالي 15 إلى 37 سنتيمتراً، ويتراوح الوزن من كيلوغرامين إلى 6 كيلوغرامات (4 كلغم وسطياً). أقدام السلحفاة الغوفرية الأمامية متكيّفة جيداً لحفر الأوكار في الرمل، وهي مزودة بحراشف خاصَّةٍ لحمايتها أثناء ذلك، وأما الخلفية فهي كبير الحجم، وهما سمتان شائعتان عن معظم السلاحف. يتراوح لون أصداف السلاحف الغوفرية من البني الغامق إلى الرمادي الأسود، وأما السطح السفلي للصدفة فلونه أصفر. ثمة مثنوية شكل جنسية جلية عند هذه السلاحف، ومن سماتها البارزة أن السطح السفلي لأصداف الذكور يكون مقعراً بينما هو مسطح عند الإناث.